# Jennifer Bongardt
Jennifer Bongardt, född den 8 september 1982 i Hagen-Dahl, Västtyskland, är en tysk kanotist.
Hon tog EM-guld i K-1 lag i slalom 2010 i Bratislava.